# SK Germania Herringen
SK Germania Herringen és un club d'hoquei sobre patins alemany de la ciutat de Hamm, a la regió de Rin del Nord-Westfàlia. Va ser fundat l'any 1914. Al llarg de la seva història ha guanyat 5 Lligues alemanyes, 4 Copes alemanyes i 2 Supercopes alemanyes. També ha participat en diferentes ocasions a la Lliga Europea, màxima competició continental.

## Palmarès
- 5 Lligues alemanyes: 2013, 2014, 2018, 2019 i 2020
- 4 Copes alemanyes: 2007, 2014, 2017, 2018
- 2 Supercopes alemanyes: 2018 i 2019